# حسن السعادة
حسن السعادة (مواليد 2 يناير 1994) هو ملاكم مغربي، مثّل بلاده في الألعاب الأولمبية الصيفية 2016.

## روابط خارجية
حسن السعادة على موقع بوكس ريك (الإنجليزية) (registration required)
- حسن السعادة على موقع اللجنة الأولمبية الدولية (الإنجليزية)
- حسن السعادة على موقع أوليمبيديا (الإنجليزية)
- حسن السعادة على موقع اللجنة الأولمبية المغربية (الفرنسية)